# Dukuh (Sukoharjo)
Dukuh is een bestuurslaag in het regentschap Sukoharjo van de provincie Midden-Java, Indonesië. Dukuh telt 5345 inwoners (volkstelling 2010).